# Ann Elizabeth Isham
Ann Elizabeth "Eliza" Isham, född 25 januari 1862, död 15 april 1912, var en amerikan som omkom under förlisningen av RMS Titanic.
Hon var en av endast fyra kvinnliga passagerare ur första klass som omkom i Titanics förlisning: de övriga var Bess Waldo Allison, Edith Corse Evans och Ida Straus. 

## Biografi
Hon var född i Chicago som dotter till den förmögna advokaten och politikern Edward Swift Isham. Hon gifte sig aldrig. Hon bosatte sig 1903 hos sin syster i Paris. 

### På Titanic
Isham reste ensam på Titanic med en biljett i första klass. Hon reste för att besöka sin bror Edward Isham i New York. Det finns inga bekräftade uppgifter om hennes tid på Titanic, och hon tycks ha tillbringat sin tid på fartyget diskret. 
Hon hade hytten bredvid Archibald Gracie, som gav många berättelser om livet på Titanic och som enligt tidens sed tog på sig det sällskapliga ansvaret för flera ensamresande kvinnliga passagerare i första klass, men som aldrig kunde påminna sig ha mött henne. 
Ann Elizabeth Isham omkom under förlisningen. Det finns inga uppgifter om varför och hur. Som kvinnlig passagerare i första klass borde hon normalt haft mycket god möjlighet att snabbt och säkert få en plats i de första livbåtarna. Passagerarna i först klass väcktes direkt av personalen, som bad dem att klä på sig, ta på sig livbåtarna och stiga ut på däcket. Livbåtarna hissades ned från just däcket reserverat för första klass, och kvinnor fick de prioriterade platserna i dem. 
Alla kvinnor ur första klass räddades utom fyra, och av de övriga tre finns bekräftade uppgifter om att de erbjöds platser men själva frivilligt valde att stanna. Varför Isham omkom har därför ansetts märkligt och flera teorier har därför uppkommit om varför. 
Hennes kvarlevar blev aldrig återfunna.

### Spekulationer
Hon var den enda kvinnliga passageraren i första klass om vilken man saknar uppgifter om hur hon tillbringade sina sista timmar, och vissa myter har därför uppkommit om henne. 
Enligt en legend fanns det en kvinna ur första klass som steg i en livbåt, men sedan lämnade den igen då hon fick veta att hon inte fick ta med sig sin hund. En tid efter katastrofen såg passagerare från ett annat fartyg lik från Titanics omkomna passagerare flyta i havet, och en av dessa beskrivs som en kvinna med sina armar fastfrusna runt en hund. Ann Eliza Isham pekades då ut som denna kvinna. Men Ann Eliza Isham ägde i själva verket ingen hund och hade inte med sig någon sådan på Titanic. 
En spekulation var att hon av misstag hade blivit inlåst i sin hytt. Besättningen hade order om att låsa hytterna i första klass då deras passagerare hade lämnat dem, och en teori uppkom därför om att besättningen hade låst hennes hytt i tron att hon redan hade lämnat den. Hennes familjemedlemmar uttryckte just denna oro i brev till Archibald Gracie, men han redogjorde då för hur låsningen av hytterna hade gått till och bedömde att det var mycket osannolikt. 
En passagerare ur första klass uppgav att hon hade hört att en kvinnlig passagerare i första klass hade blivit väckt av stewarden, som förklarade att kaptenen givit order om att passagerarna skulle infinna sig på däck. Kvinnan hade då svarat att hennes order till sig själv var att fortsätta sova. Denna historia är obekräftad, men om den är sann, så kan den i så fall bara stämma in på henne, eftersom hon är den enda kvinna ur första klass som omkom, och där man saknar uppgifter om hennes sista timmar.